# Li Yujia
Li Yujia (chinesisch 李羽佳; * 18. Januar 1983 in Hubei) ist eine in China geborene Badmintonspielerin aus Singapur. 

## Sportliche Karriere
Li Yujia nahm 2008 an Olympia teil. Sie startete dabei sowohl im Doppel als auch im Mixed. Im Mixed mit Hendri Kurniawan Saputra wurde sie 9., im Doppel mit Jiang Yanmei 5. 2004 siegte sie bei den Mauritius International und den Iran International. 2005 und 2007 gewann sie bei den Südostasienspielen jeweils zweimal Bronze. 2006 erkämpfte sie sich auch Bronze bei den Asienmeisterschaften.

## Sportliche Erfolge
| Veranstaltung | Saison                          | Disziplin   | Platz | Name                                |
| ------------- | ------------------------------- | ----------- | ----- | ----------------------------------- |
| 2004          | Mauritius International         | Damendoppel | 1     | Li Yujia / Jiang Yanmei             |
| 2004          | Mauritius International         | Mixed       | 1     | Lee Yen Hui Kendrick / Li Yujia     |
| 2004          | Iran International              | Damendoppel | 1     | Jiang Yanmei / Li Yujia             |
| 2005          | Thailand Open                   | Damendoppel | 3     | Jiang Yanmei / Li Yujia             |
| 2005          | China Masters                   | Mixed       | 2     | Hendry Kurniawan Saputra / Li Yujia |
| 2005          | Südostasienspiele               | Damendoppel | 3     | Jiang Yanmei / Li Yujia             |
| 2005          | Südostasienspiele               | Mixed       | 3     | Hendry Kurniawan Saputra / Li Yujia |
| 2006          | New Zealand Open                | Damendoppel | 1     | Yanmei Jiang / Yujia Li             |
| 2006          | Asienmeisterschaft              | Mixed       | 3     | Hendri Kurniawan Saputra / Yujia Li |
| 2006          | New Zealand Open                | Mixed       | 1     | Hendri Kurniawan Saputra / Yujia Li |
| 2006          | Bitburger Open                  | Damendoppel | 1     | Jiang Yanmei / Li Yujia             |
| 2007          | Südostasienspiele               | Damendoppel | 3     | Jiang Yanmei / Li Yujia             |
| 2007          | Südostasienspiele               | Mixed       | 3     | Hendri Kurniawan Saputra / Li Yujia |
| 2007/2008     | Singapur: Einzelmeisterschaften | Damendoppel | 3     | Yujia Li / Yanmei Jiang             |
| 2007/2008     | Singapur: Einzelmeisterschaften | Mixed       | 1     | Hendri Kurniawan Saputra / Yujia Li |
| 2008          | Olympia                         | Damendoppel | 5     | Jiang Yanmei / Li Yujia             |